# 빌헬름 푸르트벵글러
빌헬름 푸르트벵글러(Wilhelm Furtwängler, 1886년 1월 25일 – 1954년 11월 30일)는 독일의 지휘자이자 피아니스트 겸 작곡가였다. 베를린 필하모닉 오케스트라의 상임 지휘자로 활동했다. 베토벤과 바그너를 존경했으며 그들의 음악을 주로 지휘하였다. 지휘자로 널리 알려졌지만 작곡가로도 활동하였으며 주로 낭만주의 고전 음악을 표방하였다.

## 생애

### 초기 활동
1886년에 빌헬름 푸르트벵글러는 베를린 게보른에서, 당시 베를린 시내에서 유명한 집안에서 태어났다. 그의 아버지 아돌프 푸르트벵글러는 고고학자였고, 그의 어머니는 미술가, 그의 형 필립은 수학자였다. 그는 대부분의 어린 시절을 뮌헨에서 보냈는데, 거기에서 그의 아버지 아돌프가 대학 강의를 하고 있었다. 그는 어린 시절부터 음악 교육을 받았고, 대학 교수였던 아버지의 영향으로 가정교사들을 특별히 초빙하여 레슨을 받기도 했다. 그는 어려서부터 베토벤에 대해 일찍이 애착을 키워갔는데, 그가 그의 생애를 통틀어 계속 가까운 관계를 유지한 작곡가였다.
어려서 그는 혼자 있기를 좋아했는데 대인관계와 사교적인 면에서 대단히 서투른 인물이었다. 그러나 그는 등산, 조깅, 하이킹, 스키 등 운동을 좋아하여 운동으로 다져진 탄탄한 몸매와 강인한 체력을 갖고 있었다.

### 음악 활동

#### 지휘자, 작곡가 생활 초반
나이 스물에 지휘자로서 데뷔할 시점까지 그는 작곡가가 되고자 라인베르거와 실링스에게서 배우고 몇몇 음악을 작곡했지만 그리 호평받지 못했다. 작곡가로서의 이러한 결과와 작곡가로서의 삶이 초래할 경제적 불확실성이 맞물려 20세부터 지휘에 집중하여, 각지에서 가극장의 보조 지휘자의 일부터 시작하였다. 그의 첫 공연에서, 그는 카임 오케스트라를 이끌고 안톤 브루크너의 교향곡 9번을 연주했다. 그는 순차적으로 뮌헨, 뤼베크, 만하임, 프랑크푸르트, 그리고 빈 필하모닉에서 지휘자 자리를 얻었고 이후 1920년에는 베를린 국립 관현악단, 1922년에는 갑자기 세상을 떠난 아르투르 니키슈의 뒤를 이어 라이프치히 게반트하우스 관현악단과 동시에 베를린 필하모닉 오케스트라 지휘자 자리를 차지했다.
푸르트벵글러는 1923년 덴마크 여성 치틀라 룬트와 만나 수개월간의 교제 끝에 결혼했는데, 치틀라 룬트는 푸르트벵글러와 결혼하려고 일부러 재력가 집안 출신인 덴마크인 변호사 전 남편과 일부러 이혼할 정도로 열성적이었다. 푸르트벵글러가 여러 여성과의 사이에서 사생아가 존재하는데도 룬트는 그와의 결혼을 강행했다. 신혼 초기에는 사이가 좋았지만 치틀라 룬트는 불임이었고, 룬트의 불임 문제와 푸르트벵글러의 외도, 그리고 많은 사생아들, 결혼 이후에도 계속된 사생아 문제 등으로 결국 사이가 악화되어 1931년부터 별거에 들어가고 1943년 정식으로 이혼하게 된다. 한편 그의 사생아 중 엘리자베스 벨라와의 사이에서 얻은 아들 다크마르 벨라(Dagmar Bela, 1920 ~ 1999)는 피아니스트로 활동하였다.

#### 지휘자 활동
나중에 그는 빈 필하모닉 오케스트라, 잘츠부르크 축제, 그리고 바이로이트 축제의 음악 감독이 되었으며, 이 지위는 그 당시 독일의 지휘자가 가질 수 있었던 가장 위대한 자리로 인식되어 왔던 자리였다. 이후 라이프치히 게반트하우스와 빈 필하모닉 등에서 어느정도 안정된 자리를 얻게 되면서 그는 종종 작곡과 수필, 논설 발표 외에도 후배 지휘자들을 양성하고 가르치기도 했다. 그의 문하생들의 평에 의하면 자상하고 다정한 인물, 친절하고 상냥하며 사소한 것까지도 상세히 설명하는 등의 열정을 지녔다고 회상했다. 그러나 한편으로는 자신보다 실력이 출중한 인물에게는 극도의 경계심을 보였다는 평도 있다. 베를린 필하모닉 오케스트라에서 만난 세르주 첼리비다케에게는 특별히 호의적이었는데 헤르베르트 폰 카라얀을 극도로 싫어한 그는 자신이 물러난 뒤 임시 지휘자로 있던 첼리비다케를 자신의 후임자로 내정하기까지 했다.

#### 나치 치하 활동
1933년 이래의 나치스 히틀러 정권하에서는 요제프 괴벨스에게 협력, 예술 옹호를 위해 수많은 노력을 기울였고 1935년 베를린 국립가극장의 총감독을 인수한 것을 계기로 결국 나치스에 굴복하고 말았다. 그는 나치를 기피하고 혐오했는데, 음악회를 마치고 괴벨스와 악수한 뒤 손수건으로 오른손을 닦을 정도였다 한다. 요제프 괴벨스는 그의 작품성을 높이 평가하면서도 은근히 경멸했다 한다. 요제프 괴벨스는 그를 가리켜 '위대한 음악가라는 사실만 빼면 푸르트벵글러는 음흉한 어린애와 같다.'는 혹평을 남기기도 했다. 1942년에는 아돌프 히틀러 생일 기념 공연과 히틀러 생일 전야제 기념 공연의 지휘를 맡기도 했다.
1943년 엘리자베트 아커만을 만나 결혼했는데, 엘리자베트의 전 남편은 변호사로, 1940년 프랑스 침공 당시 장교로 참전했다가 전사하자 푸르트벵글러는 엘리자베트 아커만에게 열렬한 구애 끝에 성공했다. 1944년 엘리자베트 아커만과 재혼하면서 아커만은 전 남편과 낳은 자식들도 데려왔고, 푸르트벵글러도 이들의 계부 자격을 수락했다. 결혼 직후 엘리자베트는 아들을 임신했고, 일단 스위스로 가 있으라는 푸르트벵글러의 충고에 따라 스위스로 가서 취리히에서 아들을 출산했다. 안드레아스 푸르트벵글러는 그의 아들들 중에는 유일하게 정식 결혼으로 태어난 아들로 후일 고고학자로 활동하였다. 그밖에 푸르트벵글러의 사생아 딸인 다크마르 벨라는 피아니스트로 활동하였다. 또, 엘리자베트가 데려온 전남편의 자녀들 중 딸이자 그의 양녀인 카트린 아커만은 독일의 배우로 유명하였다. 의붓딸 카트린 아커만의 딸이며, 다시 푸르트벵글러의 조카손자 중 한명과 결혼한 마리아 푸르트벵글러 역시 배우로 활동하였다.

### 생애 후반
1945년 2차 세계대전 종전 후 연합군에 의해 전범 혐의로 연주 활동이 금지되었으나 일부 유대계 음악가들을 구제하는 등의 활동으로 1947년 무혐의를 인정받고 지휘 활동이 다시 가능하게 되었다. 그 결과 다시금 연주계로 되돌아 갈 수 있었고 적극적인 연주활동을 재개한다. 1952년 베를린 필하모닉 오케스트라의 상임지휘자 직에 정식으로 복귀하였다.
그러나 만년에 이르러서는 신예 지휘자였던 헤르베르트 폰 카라얀과의 경쟁하게 되어 각지의 지휘, 공연 요청에 응하며 각처를 다니기도 했다. 독일 외에도 오스트리아, 미국 각지의 오케스트라와 음악제에도 등장하였고, 만년의 명성은 세계의 음악애호가들 사이에 크게 울려퍼졌다. 만년에 건강이 악화되었으며 청각 장애로 지휘 활동에 어려움을 겪었다. 1954년 10월까지도 음반 작업을 하던 중 폐렴으로 바덴바덴 근교 에버슈타인부르크 요양소에 입원하였다가 얼마 뒤 68세의 생애를 끝마쳤다. 시신은 하이델베르크 시 시내에 있는 베르크 묘지(Bergfriedhof)에 있는 어머니의 묘소 오른쪽에 안치되었으며, 돌무덤으로 되어 있다.

## 작품

### 교향곡
- 교향곡 1번 나단조 (1941년)
- 교향곡 2번 마단조 (1945년 ~ 1947년)
- 교향곡 3번 올림다단조 (1947년 ~ 1954년)

### 관현악곡
- 교향적 악장 라장조
- 교향적 악장 나단조
- 교향적 협주곡 나단조
- 연주회용 서곡 내림마장조 (1899)
- 축전서곡 (1904)

### 실내악곡
- 바이올린 소나타 1번 라단조
- 바이올린 소나타 2번 라장조
- 피아노 5중주 다장조
- 피아노 독주를 위한 세 개의 소품 (1902)

### 성악곡
- 사라져라, 그대의 어두운 전당이여 (1902)
- 종교적 찬가 (1903)
- 테 데움 (1902~09)
- 피아노 반주의 기타 가곡들

## 저서
- 《음과 말》(이기숙 역, 포노, 2019). 한국어판 《Ton und Wort: Aufsätze und Vorträge 1918-1954》(1954)를 한국어로 번역한 책.
- '음악의 생명력'

## 어록
| “ | 예술은 비민주적인 것이지만, 그것은 국민을 대상으로 한다. 비밀은 가장 간단한 것을 가장 위대한 사람만 복잡한 상황에서도 표현할 수 있는 것이다. 위대함은 영혼 속에 있다. | ” |

## 기타
그는 채식주의자는 아니었으나 채식 위주로 음식을 섭취했다 한다. 육류나 어패류보다는 채소, 과일, 곡류 등 느끼하지 않고 담백한 음식을 선호하였다. 다만 유제품이나 생선, 달걀은 먹었다고 한다. 간혹 지휘, 공연이나 작품 창작 등을 할 때는 시간이 아깝다 하여 날달걀이나 과일, 빵 몇쪽 등으로 간단하게 때우는 일이 다반사였다 한다.

## 같이 보기
- 아르투로 토스카니니
- 빌헬름 멩겔베르크
- 헤르베르트 폰 카라얀
- 오토 클렘퍼러
- 브루노 발터
- 카를 뵘
- 세르주 첼리비다케

## 참고 문헌
- 이 문서에는 다음커뮤니케이션(현 카카오)에서 GFDL 또는 CC-SA 라이선스로 배포한 글로벌 세계대백과사전의 내용을 기초로 작성된 글이 포함되어 있습니다.